# 扎尔科·克内热维奇
扎尔科·克内热维奇（羅馬化：Žarko Knežević，1947年7月17日—2020年10月30日），黑山男子篮球运动员。他曾代表南斯拉夫国家队参加1972年夏季奥林匹克运动会篮球比赛，获得第五名。